# خوناس راماليو
خوناس راماليو (بالإسبانية: Jonás Ramalho) (و. 1993  م) هو لاعب كرة قدم إسباني، ولد في باراكالدو، مركز لعبه هو مُدَافِع . لعب في نادي أحد السعودي و الأهلي البحريني ونادي كاظمة الكويتي.

## روابط خارجية
- خوناس راماليو على موقع الاتحاد الأوربي (الإنجليزية)
- خوناس راماليو على موقع قاعدة بيانات كرة القدم.إي يو (الإنجليزية)
- خوناس راماليو على موقع ناشيونال فوتبول تيمز (الإنجليزية)
- خوناس راماليو على موقع Soccerbase.com (لاعب) (الإنجليزية)
- خوناس راماليو على موقع Soccerway.com (الإنجليزية)
- خوناس راماليو على موقع عالم كرة القدم.نت (الإنجليزية)
- خوناس راماليو على موقع AS.com (الإسبانية)